# Stegemann
Stegemann ist ein deutscher Familienname.

## Herkunft und Bedeutung
Stegemann ist ein Wohnstättenname für Personen, die an einem Steg wohnen.

## Namensträger
- Adolf Stegemann (* 1823), deutscher Rechtsanwalt am Reichsgericht
- Albert Stegemann (* 1976), deutscher Politiker (CDU)
- Alfons Bernardo Stegemann (1886–1983), deutscher Wirtschaftsanwalt
- Andreas Stegemann (* 1981), deutscher Kommunalpolitiker
- Anke Schafft-Stegemann (* 1937), deutsche Juristin, Richterin und Gerichtspräsidentin
- Anton Stegemann (1863–1931), deutscher katholischer Priester, Vereinsfunktionär und Politiker
- Bernd Stegemann (Historiker) (1938–2014), deutscher Militärhistoriker
- Bernd Stegemann (Schauspieler) (* 1949), deutscher Schauspieler
- Bernd Stegemann (Dramaturg) (* 1967), deutscher Dramaturg
- Christoph Stegemann, deutscher Opern- und Konzertsänger (Bass)
- Dieter Stegemann (1932–2013), deutscher Kernphysiker und Hochschullehrer
- Ekkehard W. Stegemann (1945–2021), deutscher Theologe
- Greta Stegemann (* 2001), deutsche Fußballspielerin
- Harald Stegemann (* 1953), deutscher Chemiker und Politiker (Die Linke), Umweltstaatssekretär in Mecklenburg-Vorpommern
- Hartmut Stegemann (Politiker) (1908–1987), deutscher Politiker (NSDAP)
- Hartmut Stegemann (Theologe) (1933–2005), deutscher Theologe
- Heinrich Stegemann (1888–1945), deutscher Maler
- Hellmuth von Stegmann († 1929), deutscher Architekt
- Herbert Stegemann (* 1923), deutscher Fußballspieler
- Hermann Stegemann (Journalist) (1870–1945), deutsch-schweizerischer Journalist und Schriftsteller
- Hermann Stegemann (Biochemiker) (1923–2018), deutscher Biochemiker und Hochschullehrer
- Johann Jakob Stegemann (1760–1820), deutscher Pfarrer
- Jürgen Stegemann (1929–2007), deutscher Physiologe und Hochschullehrer
- Karlheinz Stegemann (* 1936), deutscher Politiker
- Karoline Stegemann (* 1987), deutsche Schauspielerin
- Kerstin Stegemann (* 1977), deutsche Fußballspielerin
- Louis Victor Stegemann (1830–1884), Jurist, Gutsbesitzer und Mitglied des deutschen Reichstags
- Max Stegemann (1831–1872), deutscher Mathematiker und Hochschullehrer
- Michael Stegemann (* 1956), Professor für historische Musikwissenschaft an der TU Dortmund, Moderator auf WDR3 und Hörspielautor
- Patrick Stegemann (* 1989), deutscher Journalist, Autor und Filmemacher
- Peter Stegemann (1940–1978), deutscher Transportarbeiter, Todesopfer an der innerdeutschen Grenze
- Richard Stegemann (Ökonom) (1856–1925), deutscher Ökonom und Handelskammer-Sekretär
- Regina Stegemann (* 1951), deutsche Orgelbaumeisterin
- Sascha Stegemann (* 1984), deutscher Fußballschiedsrichter
- Tim Stegemann (Schauspieler) (* 1975), deutscher Schauspieler und Theaterpädagoge
- Tim Stegemann (Leichtathlet) (* 1992), deutscher Leichtathlet
- Ursula Spuler-Stegemann (* 1939), deutsche Turkologin
- Viktor Stegemann (1902–1948), deutscher Klassischer Philologe
- Willy Stegemann (1889–1946), deutscher Klassischer Philologe
- Wolf Stegemann (* 1944), deutscher Journalist, Buchautor und Lyriker
- Wolfgang Stegemann (1945–2023), deutscher Theologe und Professor